# Etheostoma kantuckeense
Etheostoma kantuckeense es una especie de peces de la familia Percidae en el orden de los Perciformes.

## Morfología
Los machos pueden llegar alcanzar los 5,6 cm de longitud total.

## Identificación
Similar al etheostoma spectabile pero tiene el pecho, el vientre y líneas tenues en los costados de color gris azulado. Carece de escamas en el pecho.

## Distribución geográfica
Se encuentran en Norteamérica: Kentucky y Tennessee.